# Miqueliopuntia miquelii

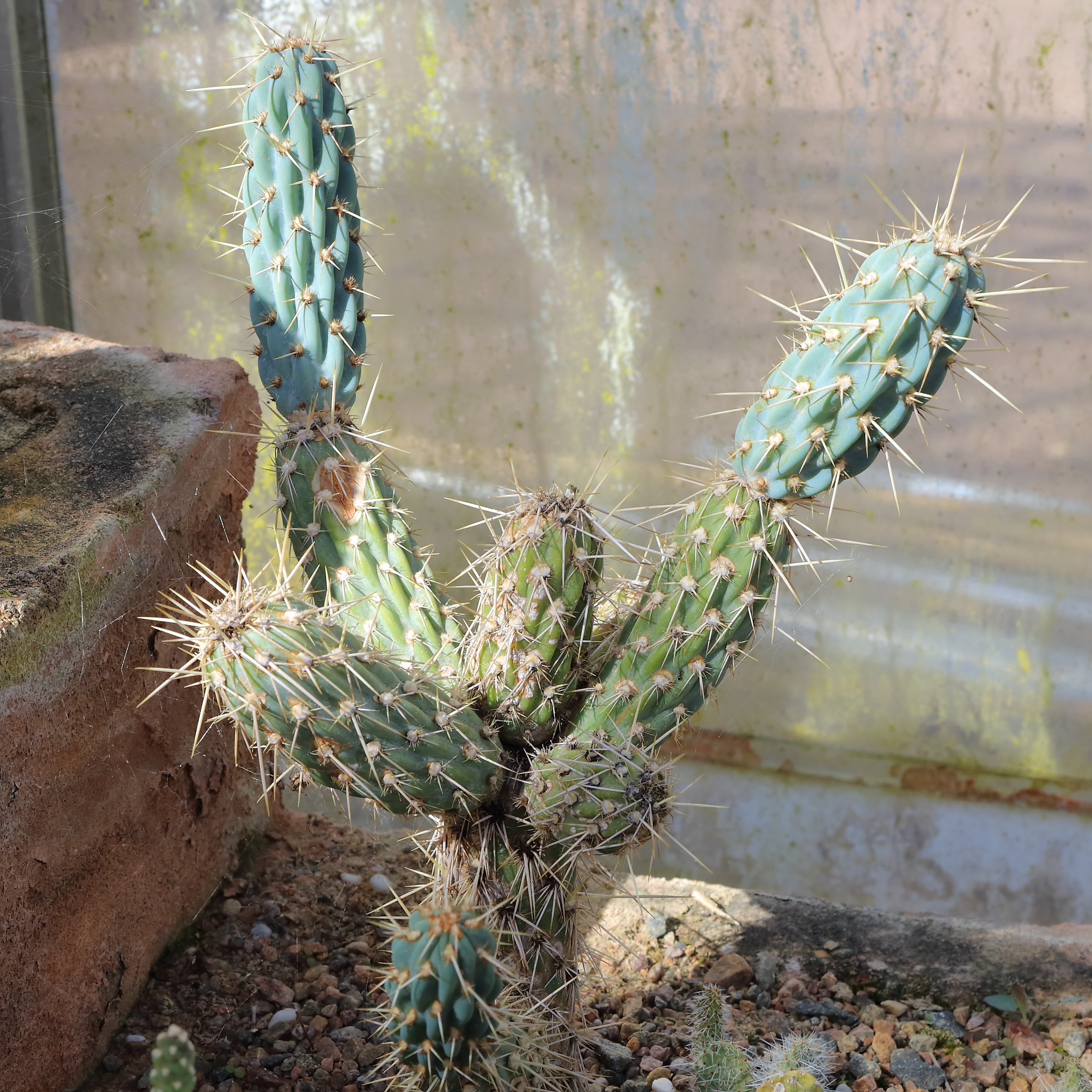
Vista de la planta

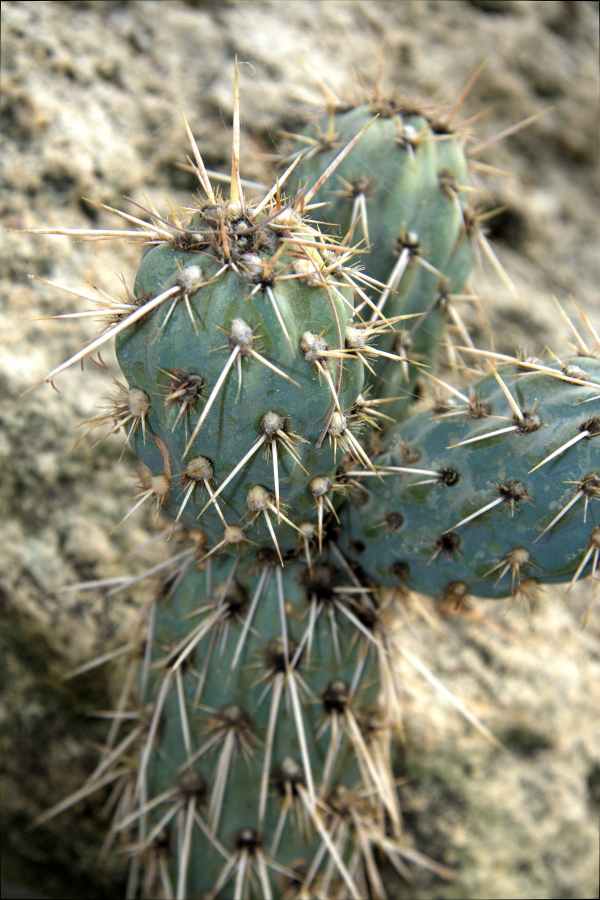
Al seu hàbitat

Miqueliopuntia és un gènere monotípic de la família dels cactus. La seva única espècie és Miqueliopuntia miquelii i és nativa de la costa de Xile.

## Descripció
Aquesta espècie de planta és relativament petita, vertical, espessa i forma grans matolls de fins a 1,5 metres d'alçada i diversos metres de circumferència. Les seves tiges clarament estructurades, són cilíndriques, fortes, de 7 a 20 cm de llarg i arriben a un diàmetre d'entre 3 i 6 cm. Les costelles són significativament esteses i ben marcades. Les fulles carnoses són de color vermellós, punxegudes, de 3 a 5 mm de llarg i cauen prematurament. Té unes 60 arèoles que es troben a tot arreu i són peludes; amb gloquidis que estan sempre presents i mesuren de 4 a 8 mm de llarg i normalment es troben a la part superior de les arèoles. Les rodones arèoles es troben a 4-7 mm de diferència. Les 8 a 16 primes espines centrals són com agulles i de color groguenc a marró fosc. Fora de totes les arèoles hi ha nombroses espines erectes i desiguals, que poden ser de fins a 8 cm de llarg.
Les flors són de color blanc a rosa pàl·lid que no s'obren completament. Apareixen a prop de les puntes dels brots i mesuren fins a 7 cm de llarg. Els seus pericarpis són cilíndrics. Els fruits són de color verd pàl·lid a blanquinosos, d'esfèrics a allargats i coberts d'espines eriçades. Les llavors són de color blanc groguenc a ocre i de 3,5 a 5 mm de longitud.

## Distribució i hàbitat
Aquesta espècie és endèmica de Xile, on es pot trobar a les regions de Coquimbo i Atacama, des de la Vall d'Elqui a Copiapó. Creix en elevacions de 0 a 1500 msnm, on es troba al desert, en una àmplia gamma de sòls. L'espècie es troba al Parc nacional Llanos de Challe.

## Taxonomia
Miqueliopuntia miquelii va ser descrita per (Monv.) F.Ritter i publicada a Kakteen in Südamerika 3: 869. 1980.

### Etimologia
- Miqueliopuntia: nom genèric compost que fa honor al botànic Friedrich Anton Wilhelm Miquel amb el sufix d'Opuntia.
- miquelii: epítet atorgat també en honor de Friedrich Anton Wilhelm Miquel.

### Sinonímia
- Opuntia miquelii Monv.[2]